# Conseil interuniversitaire de la Communauté française de Belgique
 (février 2024).
Si vous disposez d'ouvrages ou d'articles de référence ou si vous connaissez des sites web de qualité traitant du thème abordé ici, merci de compléter l'article en donnant les références utiles à sa vérifiabilité et en les liant à la section « Notes et références ».
Le Conseil interuniversitaire de la Communauté française de Belgique (CIUF) était entre 2003 et 2013 un organisme d'intérêt public belge formé d'un établissement public ainsi que d'une association sans but lucratif, organe d'avis en matière de politique scientifique et d'enseignement supérieur regroupant les délégués des 8 universités de Communauté française de Belgique, à savoir :
- les Facultés universitaires Notre-Dame de la Paix (FUNDP) devenues l'Université de Namur ;
- les Facultés universitaires catholiques de Mons (FUCaM) devenues l'UCLouvain FUCaM Mons ;
- la Faculté universitaire des sciences agronomiques de Gembloux (FUSAGx) devenue ULiège Gembloux Agro-Bio-Tech ;
- les Facultés universitaires Saint-Louis (FUSL) devenues l'Université Saint-Louis - Bruxelles ;
- l'Université catholique de Louvain (UCLouvain) ;
- l'Université de Mons (UMons) ;
- l'Université de Liège (ULiège) ;
- l'Université libre de Bruxelles (ULB).

Siègent au sein du conseil, avec voix délibérative les 8 recteurs des institutions, des délégués du personnel scientifique et académique (12), du personnel administratif, technique et ouvrier (3), des syndicats (3), des fédérations patronales (3) et des étudiants désignés par la FEF et l'UNECOF (9).

## Missions décrétales
Créé par le Décret relatif aux organes d'avis en matière de politique scientifique et universitaire et à la concertation entre les différents organes consultatifs de l'enseignement supérieur du 9 janvier 2003, il a pour missions de:
- remettre des avis sur toute matière relative à l'enseignement universitaire;
- d'organiser la concertation entre les institutions universitaires ainsi que vis-à-vis des étudiants et des autres institutions d'enseignement supérieur;
- promouvoir les collaborations interuniversitaires et interfacultaires;
- assurer la représentation des institutions de l'enseignement universitaire de la Communauté française au sein de diverses instances nationales ou internationales.

Le CIUF remplaçait le Conseil interuniversitaire francophone, fondé en 1980.
Le CIUF a été dissous en 2013 à la suite de la réorganisation de l'enseignement supérieur et l'instauration du décret « paysage ». Il est notamment remplacé par la Chambre des Universités au sein de l'ARES, l'Académie de recherche et d'enseignement supérieur. En outre, depuis 1990, les recteurs des universités de la Fédération Wallonie-Bruxelles sont associés au sein du Conseil des recteurs francophones (CReF), qui continue d'exister depuis.

## Commissions
Le CIUF a créé, dans le cade de ses missions, plusieurs commissions thématiques :
- la Commission éducation et formation tout au long de la vie (ETALV) qui traite de formation continue universitaire, de valorisation des acquis de l'expérience, etc. ;
- la Commission réussite en candidatures qui traite de la promotion de la réussite et de la lutte contre l'échec ;
- la Commission vie étudiante qui traite des politiques sociales universitaires et d'autres aspects de la vie étudiante tels que le logement, le sport, la santé, etc. ;
- la Commission bibliothèques qui gère toutes les questions liées aux bibliothèques universitaires ;
- la Commission interuniversitaire des relations internationales ;
- la Commission promotion qui coordonne les informations et encadre les activités de promotion menées par les 9 institutions.

Le CIUF était, qui plus est, chargé de gérer la politique de coopération au développement des universités. À cette fin, il a été créé une commission universitaire pour le développement (CUD).

## Liens
CIUF : www.ciuf.be
CUD : www.cud.be